# نماد علمی
نماد علمی، روشی‌ست برای نوشتن اعدادی که خیلی بزرگ یا خیلی کوچک‌ند و نمی‌توان به سادگی آن‌ها را در نماد ده‌دهی نوشت. این نماد به صورت دیجیتال معمولاً با e نمایش داده می‌شود. استفاده از نماد علمی در ماشین‌حساب‌های علمی و توسط دانشمندان، ریاضی‌دانان، متخصصین سلامت و مهندسان رایج است.
در نماد علمی، کلیهٔ اعداد به شکل:
{\displaystyle a\times 10^{b}}
(آ ضربدر ۱۰ به توان ب) نوشته می‌شوند؛ که در آن توان b یک عدد صحیح، و ضریب a یک عدد حقیقی است.
| نماد دهدهی استاندارد | نماد علمی نرمال‌شده |
| -------------------- | ------------------ |
| ۳۰۰                  | ۳×۱۰۲              |
| ۴٬۰۰۰                | ۴×۱۰۳              |
| -۵۳٬۰۰۰              | −۵٫۳×۱۰۴           |
| ۶٬۷۲۰٬۰۰۰٬۰۰۰        | ۶٫۷۲×۱۰۹           |
| ۰٫۰۰۰ ۰۰۰ ۰۰۷ ۵۱     | ۷٫۵۱×۱۰−۹          |

## نماد مهندسی
در نماد مهندسی به عنوان مثال برای نمایش سرعت نور که دقیقاً برابر است با ۲۹۹٬۷۹۲٬۴۵۸ متر/ثانیه به صورت ۳٫۰۰×۱۰۸ m/s یا ۳٫۰۰ × ۱۰۵ km/s نمایش می‌دهند که بیانگر آن است که عدد در میان ۲۹۹٬۵۰۰ و ۳۰۰٬۵۰۰ کیلومتر در ثانیه است ولی زمانی که ۳۰۰ × ۱۰۶ m/s, یا ۳۰۰ × ۱۰۳ km/s, ۳۰۰٬۰۰۰ km/s یا به صورت غیرمتعارف ۳۰۰ Mm/s نمایش می‌دهند، عدد بیان‌کننده این نیست که مابین دو عدد دیگر است.
نماد مهندسی که در رشته‌های عمران و مکانیک کاربرد دارد (در سیستم آمریکایی) به صورت زیر نیز نمایش داده می‌شود:
۳٫۰ × ۱۰−۹
3.0 × 10−9

## نماد e

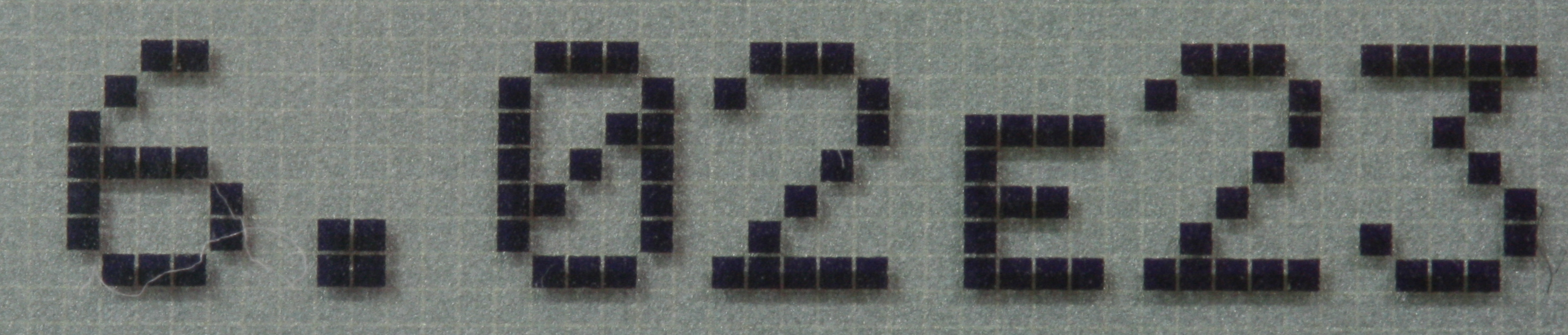
نمایش عدد آووگادرو به کمک نماد e

عدد مذکور در بخش قبل را می‌توان به این صورت هم نوشت:
3.0E−9 or 3.0e−9
نماد E یا e که معادل «ضربدر ۱۰ به توانِ» است هنگامی به کار می‌رود که نوشتن توان به صورت بالانویس مقدور نیست، مثلاً در ماشین‌حساب‌های علمی. در علوم کامپیوتر و برنامه‌نویسی، برای نمایش اعداد بزرگ همچون آی‌پی نسخه ۶ که عددی ۱۲۸ بیتی‌ست از اعداد در مبنای ۱۶ استفاده می‌شود اما در مباحث به ویژه داده‌ها گاهی از نماد علمی e نیز استفاده می‌شود.
استفاده از این نماد معمولاً توصیه نمی‌شود و این نماد را نباید با عدد e اشتباه گرفت.